# Чалије
Чалије је стамбено насеље у Нишу, у Нишавском управном округу. Административно припада Градској општини Пантелеј, најстаријој општини у Нишу. Саграђено је почетком 1990-их година 20. века. У самом насељу налазе се бројне приватне клинике и државни вртић. Такође, тип насеља се базира на резиденцијалној основи.
Чалије је део Ниша у којем живе многе познате личности, политичари и предузетници.

## Назив
У прошлости на месту данашњег насеља било је пуно њива, а због близине ауто-пута, често су ту одмарали путници. Назив Чалије потиче од назива биљке чалија која је покривала целу површину насеља. Том биљком су људи ограђивали оборе са стоком да би је спасили од дивљачи. И дан данас у насељу постоји део где се налазе Чалије, као знак сећања на историју насеља. Након изградње насеља све улице су добиле називе по биљкама. Најпознатије улице су: Борова, Мирисних Врба, Ружина итд. У прошлости је поред самог насеља протицала Бреничка река, која је временом пресушила, а на њеном месту никле су велелепне зграде и резиденције.

## Карактеристике
Један од најлепших и нашумовитијих делова Ниша. Насеље углавном чине приватне куће, међу којима је двадесетак вила изузетне архитектонске вредности. На ободима насеља, током 2000-их изграђене су савремене стамбене зграде. У насељу живи много предузетника, политичара и јавних личности. Главне и најпрометније улице су: Матејевачки пут, улица Мирисних Врба и Борова улица. Својеврстан центар насеља представља Борова улица у склопу које се налазе бројне приватне клинике и ресторани. По плану развоја у самом центру насеља, предвиђена је изградња Православне цркве, као и школе. Урбанистичка слика насеља је донекле нарушена нелегалном градњом почетком 2000-их година. 

## Географија
Чалије се налази око 5 km североисточно од центра града. Западно од насеља налази се градска четврт Дурлан, јужно градска четврт Доња Врежина, а североисточно насеља Доњи и Горњи Матејевац.
Насеље је приближно троугластог облика оивичено деловима улицама Матејевачки пут-Књажевачкаи делом ауто пута Београд-Димитровград.

## Саобраћај
До Чалија се може доћи градском аутобуском линијом Бубањ—Чалије (линија бр. 4) која има више стајалишта у насељу, као и приградским линијама ПАС Ниш—Кнез Село (линија бр. 15) и ПАС Ниш—Горњи Матејевац (линија бр. 15Л) које имају стајалиште код самог улаза у насеље. Непосредно поред насеља са северне стране од насеља пролази међународни аутопут E80.

## Спорт
У Чалијама се налази и један од већих стадиона у Нишу. Стадион ФК "Пролетер".